# Hunds-Kerbel
Der Hunds-Kerbel (Anthriscus caucalis), auch Hundskerbel geschrieben, ist eine Pflanzenart aus der Gattung Kerbel (Anthriscus) innerhalb der Familie der Doldenblütler (Apiaceae).

## Beschreibung

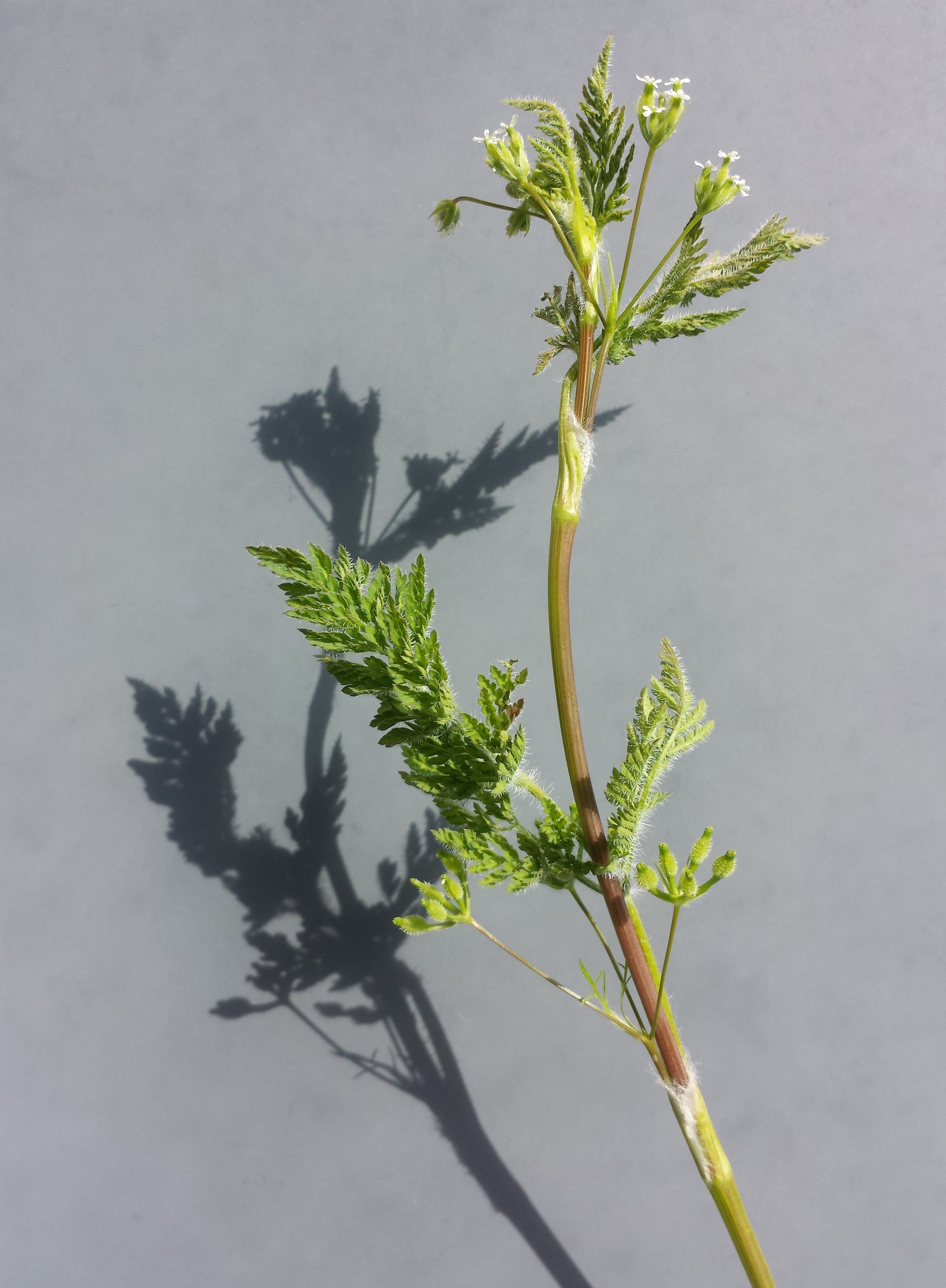
Oberer Bereich des Stängels mit Laubblättern und Blütenstand, gut zu erkennen ist die Blattscheide

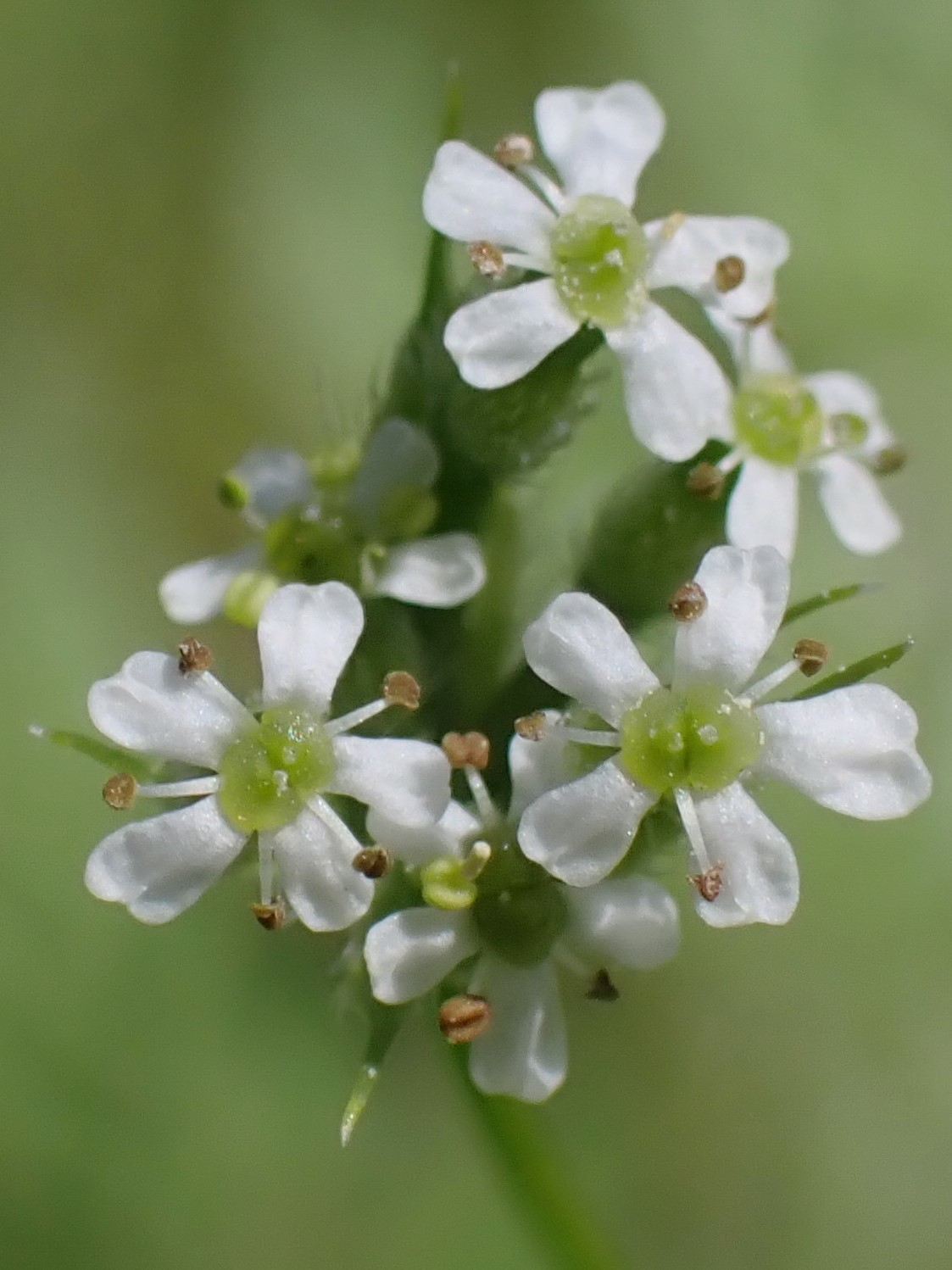
Blüten

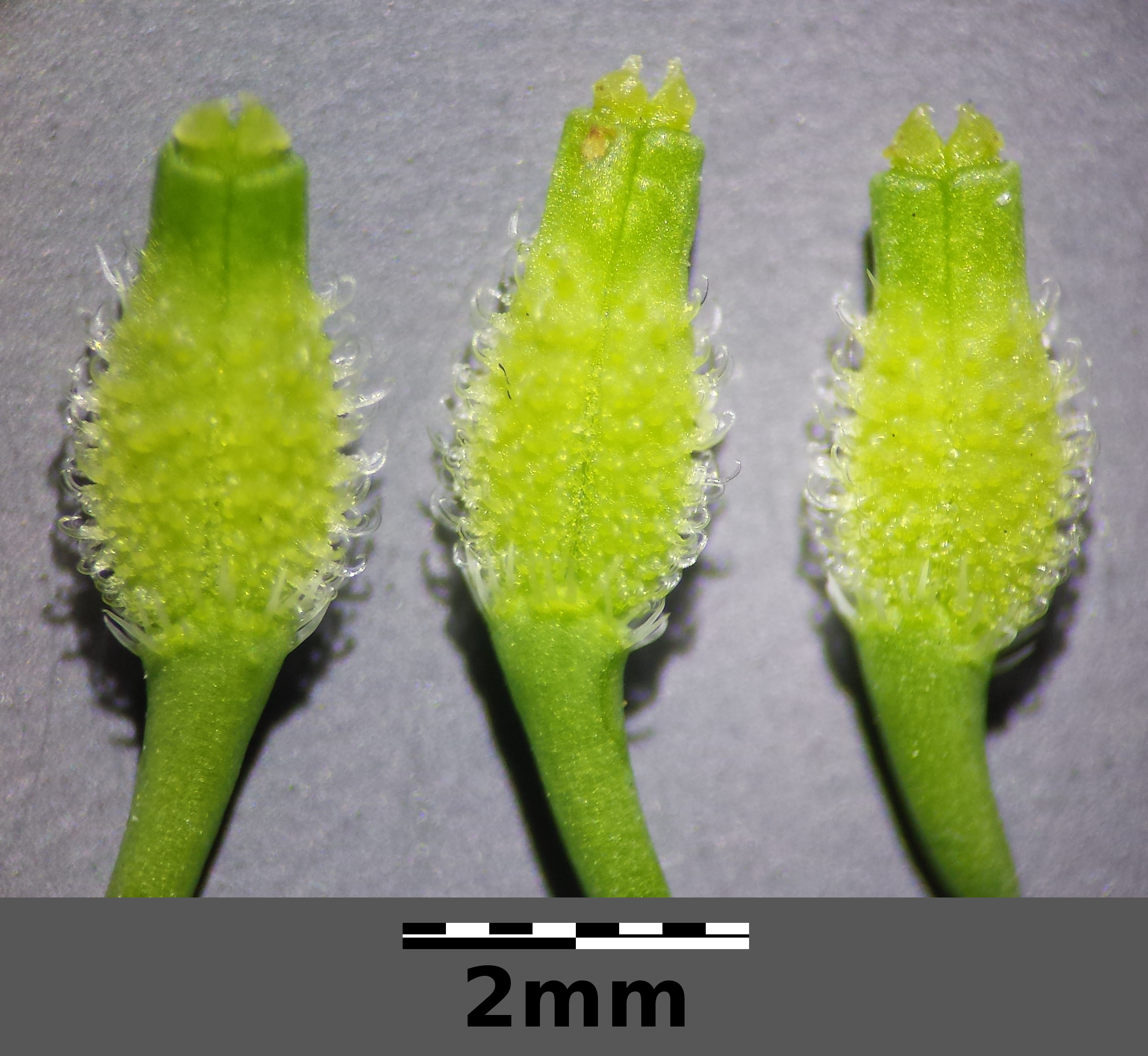
Früchte

### Vegetative Merkmale
Der Hunds-Kerbel ist eine zierliche, einjährige krautige Pflanze und erreicht Wuchshöhen von 15 bis 80, selten bis zu 100 Zentimetern. Er bildet dünne Wurzeln. Die Pflanzenteile riechen, wenn man sie zerreibt, stark aromatisch; der Geruch erinnert an Fichtennadeln. Der runde, aufrechte bis aufsteigende Stängel ist verzweigt, kahl und am Grund oft purpurfarben.
Die wechselständig am Stängel angeordneten Laubblätter sind in Blattscheide und Blattspreite gegliedert. Die Blattscheiden sind hautrandig und zottig behaart. Die dunkel-grüne Blattspreite ist drei- bis vierfach fiederschnittig. Die Blattoberseite ist kahl und am Rand sowie auf der -unterseite auf den Blattnerven dicht abstehend behaart. Die Blattabschnitte letzter Ordnung sind eiförmig bis länglich, gegen den Grund tief eingeschnitten, ihre Zipfel sind linealisch-länglich.

### Generative Merkmale
Die doppeldoldigen Blütenstände stehen scheinbar blattgegenständig und sind drei- bis fünfstrahlig. Eine Hülle fehlt. Die Strahlen sind kahl oder nur an den Knoten spärlich behaart. Die Hüllchen sind einseitswendig und ein- bis fünfblättrig. Die relativ kleinen Blüten sind grünlich-weiß. Die Kronblätter sind etwa 0,5 mm lang, kurz ausgerandet, mit sehr kurzem undeutlichem eingebogenem Spitzchen.
Die Fruchtstiele sind zur Reifezeit verdickt und am oberen Ende mit einem weißen Borstenkranz versehen. Die bei Reife dunkel-braunen bis schwarzen Teilfrüchte sind bei einer Länge von 4 bis 5 mm und einer maximalen Dicke von 1,5 mm eiförmig, dicht hakig borstig und besitzen einen 1 bis 2 mm langen Schnabel. Das Griffelpolster ist spitz-kegelförmig, der Griffel ist sehr kurz und vom Polster kaum abgesetzt.
Die Chromosomenzahl beträgt 2n = 18.

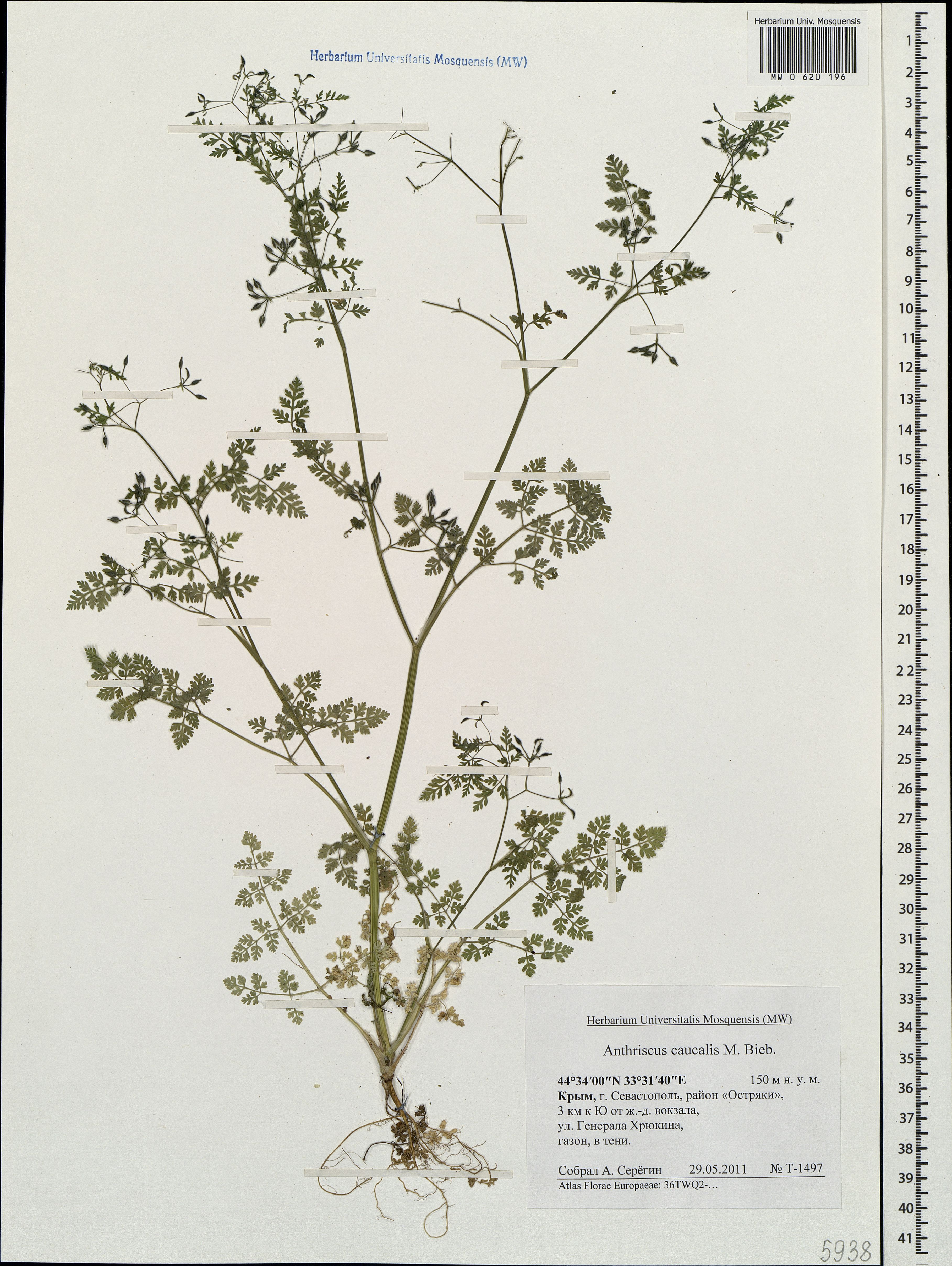
Herbarbeleg (Bitte keine Pflanzenteile Naturbeständen entnehmen)

## Ökologie
Der Hunds-Kerbel ist eine ausgesprochen thermophile Ruderalpflanze und Therophyt.
Die Blütezeit liegt in den Monaten April bis Juni. Es erfolgt meist Selbstbestäubung, wobei sich die Staubblätter nach innen biegen. Vereinzelt wurden Fliegen als Blütenbesucher beobachtet.
Die hakenförmigen Diasporen ermöglichen eine Klettausbreitung durch Tiere. Nach der Fruchtreife im Juli stirbt das Pflanzenexemplar rasch ab.

## Vorkommen
Sein ursprüngliches Verbreitungsgebiet reicht von Nordafrika über Europa bis Vorderasien. Der Hunds-Kerbel ist vom Mittelmeerraum nach Norden bis Mitteleuropa verbreitet. Er ist beispielsweise in Norwegen und Nordamerika, Japan, Korea, und Neuseeland eine Neophyt. Gebietsweise ist der Hunds-Kerbel in neuerer Zeit in Ausbreitung (beispielsweise in Franken), vielleicht infolge des Klimawandels.
Der Hunds-Kerbel steigt bei Neuenburg bis in eine Höhenlage von 550 Meter und am Fuß der Balmfluh bei Solothurn bis 700 Meter auf.
Der Hunds-Kerbel gedeiht auf frischen, nährstoffreichen, meist kalkarmen, lockeren, humosen und gern sandigen Lehmböden. Pflanzensoziologisch kommt er in Pflanzengesellschaften des Verbands Sisymbrion und auch im Verband Alliarion vor.
Die ökologischen Zeigerwerte nach Landolt et al. 2010 sind in der Schweiz: Feuchtezahl F = 3 (mäßig feucht), Lichtzahl L = 3 (halbschattig), Reaktionszahl R = 2 (sauer), Temperaturzahl T = 5 (sehr warm-kollin), Nährstoffzahl N = 4 (nährstoffreich), Kontinentalitätszahl K = 2 (subozeanisch).

## Taxonomie
Die Erstveröffentlichung  erfolgte 1753 unter dem Namen Scandix anthriscus durch Carl von Linné in Species Plantarum, Tomus I, Seite 256. Das Artepitheton anthriscus ist in der Gattung Anthriscus nicht verwendbar; so musste auf die nächstgültige Veröffentlichung zurückgegriffen werden. Diese erfolgte 1808 durch Friedrich August Marschall von Bieberstein in Flora Taurico-Caucasica, Band 1, Seite 230 als Anthriscus caucalis. Weitere Synonyme für Anthriscus caucalis M. Bieb. sind beispielsweise: Anthriscus caucalis var. gymnocarpa (Moris) Cannon, Anthriscus caucalis var. neglecta (Boiss. & Reut. ex Lange) P.Silva & Franco, Anthriscus neglecta Boiss. & Reut. ex Lange, Anthriscus scandicinus (Weber) Mansf., Anthriscus vulgaris Pers., Caucalis scandicina F. H.Wigg., Torilis anthriscus (L.) Gaertn. und Torilis scandicina (F.H.Wigg.) C.C.Gmel.

## Trivialnamen
Für den Hunds-Kerbel bestehen bzw. bestanden, zum Teil auch nur regional, auch die weiteren deutschsprachigen Trivialnamen: Ackerkletten, Ackerpeterlein, Bettel, Bettlersläuse, Drehkraut (Oldenburg), Heckenkerbel, Klettenkörbel (Schlesien), Klettenkörffel (mittelhochdeutsch), Klettenpeterlein (mittelhochdeutsch), wilde Petersilie, Schafkerbel und Zirmet.

## Verwendung
Die fermentierten Stängel werden im Kaukasus gegessen.